# Indice di Tiffeneau
- TLC Capacità polmonare totale.
- RV Volume residuo.
- ERV Volume di riserva espiratoria
- IRV Volume di riserva inspiratoria
- IC Capacità inspiratoria
- IVC Capacità vitale inspiratoria
- VC Capacità vitale
- VT Volume corrente
- FRC Capacità funzionale residua

Funzione polmonare.

Con il termine indice di Tiffeneau (noto anche con il nome di rapporto di Tiffeneau-Pinelli), in pneumologia, ci si riferisce ad un rapporto che si ottiene esplorando la funzionalità respiratoria eseguendo una spirometria. L'indice di Tiffeneau viene usato per differenziare e per valutare spirometricamente le condizioni disventilatorie ostruttive o restrittive.

## Etimologia
L'indice deve il suo nome al medico francese Robert Tiffeneau (1910-1961), un farmacologo e fisiologo, pioniere della medicina respiratoria.

## Storia
Nel 1947, con la collaborazione di A. Pinelli, Robert Tiffeneau definisce il volume massimo espirato durante il primo secondo, noto come VEMS, che egli chiama CPUE (Capacité pulmonaire utilizzabile à l'effort). Il CPUE vedrà il suo nome modificato in "volume expiratoire maximum seconde" (VEMS) da un gruppo di esperti europei, riuniti a Parigi il 13 febbraio 1954. Questo test verrà successivamente adottato anche dalla British Thoracic Society nel 1957, con il nome di FEV1 (forced expiratory volume 1 second) e  mondo di fisiologi respiratori anglosassoni. Ancora oggi il  FEV1 è la base di ogni studio funzionale della respirazione.
Allo stesso modo l'indice di Tiffeneau diverrà uno dei criteri principali per effettuare la diagnosi di enfisema polmonare.

## Definizione
Il coefficiente di Tiffeneau è una relazione (rapporto) tra due parametri spirometrici e valuta il grado di ostruzione bronchiale nelle malattie respiratorie come la BPCO e l'asma: 
dove il VEMS è il volume espiratorio massimo al PRIMO secondo e corrisponde al FEV1, mentre la CVF è la capacità vitale forzata.

I valori normali dell'indice sono superiori all'70%.
Fin dalla conferenza GOLD 2001 (conferenza di consenso sulla diagnosi, trattamento e prevenzione delle malattie polmonari ostruttive croniche) è stato stabilito che un indice di Tiffeneau inferiore al 70% deve essere considerato come patologico, ed a seconda della gravità della riduzione delle FEV1, va ad individuare una malattia polmonare ostruttiva cronica (BPCO) di grado lieve, moderato o severo.

## Malattie polmonari ostruttive e restrittive
Nella broncopneumopatia cronica ostruttiva (COPD o BPCO: asma od enfisema polmonare) il FEV1 è ridotto a causa di un'ostruzione al flusso di aria che fuoriesce dai polmoni. Anche la capacità vitale si riduce, ma in misura minore rispetto al FEV1. 
A causa del marcato calo del FEV1 il rapporto FEV1/VC  viene quindi a ridursi. In particolare, la diagnosi di BPCO viene fatta quando il rapporto FEV1/VC è inferiore al 80%.

Nei deficit di tipo restrittivo la FEV1 e la VC si riducono in modo proporzionale, perciò l'indice di Tiffeneau, cioè il rapporto FEV1/VC è nella norma oppure addirittura aumentato. 